# Balaton Volán

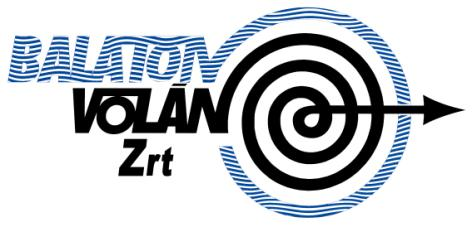
Balaton Volán logo

A Balaton Volán Közlekedési Zrt. Veszprém megye déli részének helyközi, valamint Balatonfüred és Veszprém helyi közlekedését látta el a balatonfüredi és a veszprémi telephelyekről. Négy autóbusz-állomást üzemeltetett (Veszprém, Balatonalmádi, Balatonfüred vasútállomás, Fűzfőgyártelep alsó) a helyközi és egy autóbusz-állomást (Veszprém vasútállomásnál) a városi buszoknak. 2015 január 1-én integrálódott a ÉNYKK Északnyugat-magyarországi Közlekedési Központba.

## Járműpark
A Balaton Volán Zrt. 175 autóbuszt üzemeltet. Balatonfüred helyi közlekedését 4 autóbusz, Veszprém helyi közlekedését 53 autóbusz biztosítja.

### Helyközi buszok
- 3 Ikarus 280 csuklósbusz (1988-1990.)
- 2 Ikarus C80 csuklósbusz (2000.)
- 10 Ikarus 260 szólóbusz (1987-1990.)
- 14 Ikarus 415 szólóbusz (1994-1995.)
- 2 Ikarus E94 szólóbusz (1997.)
- 18 Ikarus C56 szólóbusz (1999-2002.)
- 1 Credo IC 9,5 szólóbusz (2000.)
- 1 Credo IC 11 szólóbusz (2001.)
- 2 MAN SL 223 szólóbusz (2003-2004.)
- 2 Credo EC 11 szólóbusz (2004.)
- 15 Credo EC 12 szólóbusz (2005-2007., 2009.)
- 12 Alfa Regio B12B szólóbusz (2005-2008.)
- 1 Renault Master mikrobusz

### Távolsági buszok
- 9 Ikarus 395 (1994-1997.)
- 3 Ikarus 386 (1996., 1999.)
- 11 Ikarus E95 (1998., 2000-2002.)
- 1 Scania Irizar Century (2000.)
- 1 Ikarus E98 (2000.)
- 3 Volvo B12-600 Drögmöller (2001.)
- 3 Credo LC 11H (2003-2004.)
- 2 Volvo Irizar Century (2004.)
- 1 MAN Lion´s Coach (2006.)

### Balatonfüred helyi buszok
- 3 MAN NL 222 szólóbusz (1992.)
- 2 Mercedes O520 Cito midibusz (2001.)

### Veszprém helyi buszok
- 16 Ikarus 280 csuklósbusz 221., 223-228, 232-233., 237-238., 240-244. (1987-2000.)
- 2 MAN NG 272 csuklósbusz 201-202. (1993.)
- 2 Volvo 7000A csuklósbusz 208-209 (2006.)
- 5 Volvo 7500-B7LA csuklósbusz 203-207. (2001.)
- 7 Ikarus 260 szólóbusz 125., 131., 134-137., 143. (1986-1989.)
- 8 Neoplan N4014NF szólóbusz 352-354., 356-359., 361. (1988.)
- 1 MAN NL 222 szólóbusz 362. (1992.)
- 2 Ikarus 263 szólóbusz 144-145. (2000.)
- 4 Mercedes-Benz O520 Cito midibusz 101-104. (1998-2001.)
- 6 Scania Omnicity szólóbusz 105-107., 108-110. (2004-2005.)

### Régió Busz Kft. alvállalkozó buszai
Helyközi busz:
- 1 Volvo Alfa Regio B12B szólóbusz (2007.)

Távolsági buszok:
- 1 Volvo Barbi Genesis B12B (2002.)
- 2 Alfa Interregio B7R (2007.)
- 3 Volvo Alfa Inter Regio B12B GT (2007.)
- 2 Volvo Alfa Inter Regio B9R (Marcopolo Andare Class) (2008.)

## Külső hivatkozások
- Balaton Volán Zrt.
- veszprembusz.freeweb.hu